# Adam Benjamin

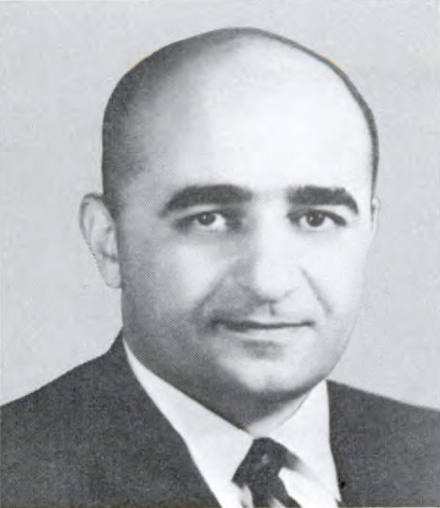
Adam Benjamin Jr. im Jahr 1977

Adam Benjamin Jr. (* 6. August 1935 in Gary, Indiana; † 7. September 1982 in Washington, D.C.) war ein US-amerikanischer Politiker. Zwischen 1977 und 1982 vertrat er den Bundesstaat Indiana im US-Repräsentantenhaus.

## Werdegang
Adam Benjamin besuchte die öffentlichen Schulen seiner Heimat und danach bis 1952 die Kemper Military High School in Boonville (Missouri). Zwischen 1952 und 1954 war er Corporal im United States Marine Corps. Anschließend absolvierte er bis 1958 die US-Militärakademie in West Point. Bis 1961 blieb er Mitglied der US Army, zuletzt als Oberleutnant. In diesem Jahr arbeitete er dann noch als Lehrer an der Edison High School in Gary; 1962 war er als Computeranalyst in Chicago angestellt. Von 1964 und 1965 war er bei der Verwaltung der Stadt Gary im Bereich der Flächennutzung beschäftigt. Bis 1967 amtierte er auch als Ratsschreiber (Executive Secretary to the Mayor) in dieser Stadt. Nach einem Jurastudium an der Valparaiso Law School und seiner im Jahr 1966 erfolgten Zulassung als Rechtsanwalt begann er in seinem Geburtsort Gary in diesem Beruf zu arbeiten.
Politisch war Benjamin Mitglied der Demokratischen Partei. Von 1967 bis 1971 saß er als Abgeordneter im Repräsentantenhaus von Indiana; zwischen 1971 und 1976 gehörte er dem Staatssenat an. Bei den Kongresswahlen des Jahres 1976 wurde Benjamin im ersten Wahlbezirk von Indiana in das US-Repräsentantenhaus in Washington, D.C. gewählt, wo er am 3. Januar 1977 die Nachfolge von Ray J. Madden antrat. Nach einer Wiederwahl konnte er bis zu seinem plötzlichen Tod am 7. September 1982 im Kongress verbleiben. Sein Mandat fiel nach einer Sonderwahl an Katie Hall.